# Antonio Paoli (tenor)
Antonio Emilio Paoli Marcano (Ponce, Puerto Rico, 14 de abril de 1871 - 24 de agosto de 1946) fue un tenor puertorriqueño conocido como «Rey de los tenores y el tenor de los reyes» y considerado el primer boricua en alcanzar fama en esa disciplina. Fue apodado El león de Ponce.

## Biografía
Hijo de Amalia Marcano Intriago, oriunda de Pampatar, Isla Margarita, Venezuela y Domingo Paoli Marcatentti, de origen corso. Sus padres se conocieron en Caracas e inmediatamente se enamoraron, sin embargo, el padre de Amalia, un rico terrateniente,  se oponía a la relación alegando diferencias de clases, por lo que la joven pareja escapó a la República Dominicana sin casarse y luego emigró a Puerto Rico estableciéndose en Ponce en ese momento la capital financiera y cultural de la isla.  
El niño después de escuchar al tenor Pietro Baccei en el Teatro La Perla decidió su vocación, estudió con Ramón Marín. En 1883, con la muerte de sus padres se marchó a España donde vivía su hermana Amalia Paoli, también cantante lírica.
En 1884, Amalia consiguió becas para estudiar gracias a María Cristina de Austria en El Escorial y en 1897, en la academia de La Scala en Milán. 
Según el historiador Juan Llanes Santos, Paoli fue uno de los máximos exponentes del registro e incluso rival de su contemporáneo Enrico Caruso." Paoli participó en la primera temporada del Teatro Colón de Buenos Aires, Argentina en 1908. Allí cantó Otello e  Il trovatore de Verdi totalizando diez representaciones entre el 18 de julio y el 6 de septiembre de 1908.
Debutó en 1895 en Bari y en 1899 interpretó Guillermo Tell de Gioacchino Rossini en París. Entre 1902-1903 participó en una gira por Estados Unidos y Canadá organizada por Mascagni. Siguieron actuaciones en Argentina, Rusia, Polonia, Egipto, Hungría, Bélgica, Cuba, Chile, Haití, Colombia, Venezuela, Brasil, Canadá y Estados Unidos.
En 1917, se retiró en Puerto Rico debido a la Primera Guerra Mundial sin haber cantado en el Metropolitan Opera donde reinaba su rival, Enrico Caruso.  Perdió su fortuna y debió ganarse la vida por diversos medios, incluso como boxeador.
En 1922, Paoli y su hermana comenzaron a enseñar canto y a producir ópera,  Otelo en San Juan, Puerto Rico.  En 1934, se nombró al teatro municipal "The Paoli Theater" otorgándosele una pensión vitalicia.
Murió de cáncer en San Juan, Puerto Rico en 1946 y enterrado junto a su esposa en el panteón nacional Adina Bonimi.
En 1983 se estableció el Premio Paoli y su casa natal declarada en el registro nacional de lugares históricos.

## Honores
Es el cantante hispanoamericano más reconocido y premiado en Europa otorgándosele los siguientes reconocimientos:
- La Cruz de la Victoria del ejército Español.
- La Gran Cruz de Isabel La Católica.
- Cantante de Cámara de la Corte de la Reina de España.
- La Cruz de Alfonso X de España.
- Proclamado Hijo Predilecto de España por el Rey Alfonso XIII.
- Caballero Comendador del Cristo de Portugal.
- Cantante de Cámara del Rey de Portugal, Carlos I.
- Condecorado por Carlos de Braganza.
- La Cruz de San Mauricio.
- Cantante de Cámara de Nicolás II, Zar de Rusia.
- Cantante de Cámara del Limpeno, Guillermo II de Alemania.
- Cantante de Cámara de Franz Joseph, Emperador Austro-Húngaro.
- Caballero de la Corona Italiana por Vittorio Emmanuelle, Rey de Italia.
- Cantante de Honor del Vaticano, Papa Pío X.
- Nombrado y honrado en 1910 como Primo Tenore de la Scala de Milán.